# Buick Lucerne
El Buick Lucerne es un coche de tamaño completo vendido por Buick. Introducido en el 2005 Chicago Auto Show, el Lucerne sustituyó tanto al Park Avenue como el LeSabre para el año 2006, y fue vendido hasta el año 2011. El Lucerne se construyó en la plataforma H, que compartió con el desaparecido Pontiac Bonneville. 

## Características
El Lucerne fue introducido con el motor estándar de Buick 3800 V6 y con un Cadillac Northstar V8 disponible como opción. El Lucerne también está disponible con una suspensión activa de tecnología desarrollada por Corvette.  
El precio del Lucerne base fue menor que el del LeSabre, su predecesor, aunque la opción V8 hace que el precio llegara a los niveles de precios del Park Avenue. 
De acuerdo con la tradición de Buick, en el Lucerne aparecen "Ventiports " (Ventanillas deportivas) en los guardabarros delanteros que corresponde al número de cilindros del motor - tres a cada lado para el V6 o cuatro en cada lado para el Northstar V8.
El Buick Lucerne fue construido en GM de Detroit / Hamtramck junto a los Cadillac DTS. La planta ha ganado Premios de Calidad Inicial de JD Power and Associates en los últimos tres años. GM lidera a todos los otros fabricantes de automóviles en el índice de Visión Estratégica de la Calidad Total.

## Suspensión
El último Lucerne se construyó el 15 de junio de 2011. No hay sustitutos directos que se hayan anunciado, sin embargo, un nuevo auto, del mismo tamaño, es probable que se base en la plataforma Epsilon o la plataforma Zeta. Con la introducción del Buick Verano de 2012, el LaCrosse se hace cargo de la posición del Lucerne.